# Маттьелло, Федерико
Федерико Маттьелло (итал. Federico Mattiello; род. 14 июля 1995 года в Борго-а-Моццано, Италия) — итальянский футболист, защитник.

## Клубная карьера
Маттьелло — воспитанник клуба «Ювентус». В юношеской команде Федерико был одним из лидеров и лучших бомбардиров команды. В 2012 году он был признан самым ценным футболистом сезона и помог юношам «Ювентуса» выиграть молодёжный Кубок Италии. В 2014 году Маттиелло был включён в заявку клуба на сезон и стал чемпионом Италии, несмотря на то, что ни разу не вышел на поле. 9 ноября того же года в матче против «Пармы» он дебютировал в Серии А, заменив Клаудио Маркизио в конце второго тайма.
Для получения игровой практики Федерико в начале 2015 года на правах аренды перешёл в «Кьево». 15 февраля в матче против «Сампдории» он дебютировал за новую команду, заменив во втором тайме Эсекьеля Скелотто. 8 марта в поединке против «Ромы», в столкновении с Раджой Наингголаном Маттиелло получил открытый перелом ноги. Сам Федерико так прокомментировал ситуацию с травмой.

«Спасибо всем тем людям, которые меня поддерживают в столь непростой период. Множество футболистов и тренеров выразили свою поддержку — это очень приятно, это стимул для скорейшего выздоровления. Что касается Найнголлана, у меня нет обиды или злобы по отношению к Радже. Все в порядке. Он извинился передо мной, ему не по себе от того, что все так вышло. Надеюсь, что с помощью окружающих я быстро встану на ноги и стану ещё сильнее.».

Летом 2017 года Маттьелло на правах аренды перешёл в СПАЛ. 20 августа в матче против «Лацио» он дебютировал за новую команду. По окончании сезона Федерико был продан в «Ювентусом» в «Аталанту», которая оставила его в аренде в СПАЛ ещё на сезон. Летом 2018 года Маттьелло был отдан в аренду в «Болонью». В матче против своего бывшего клуба СПАЛа он дебютировал за новую команду. В сентябре в поединке против «Ромы» Федерико забил свой первый гол за «Болонью».